# Hygelac

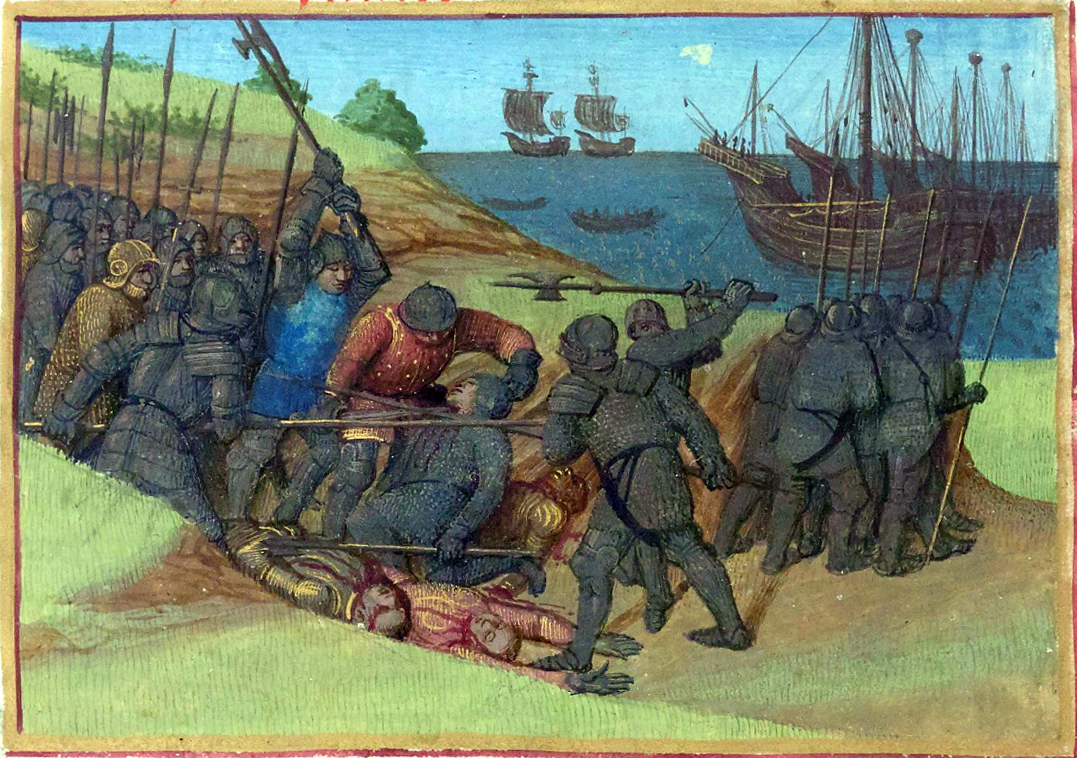
Battaglia tra franchi e danesi

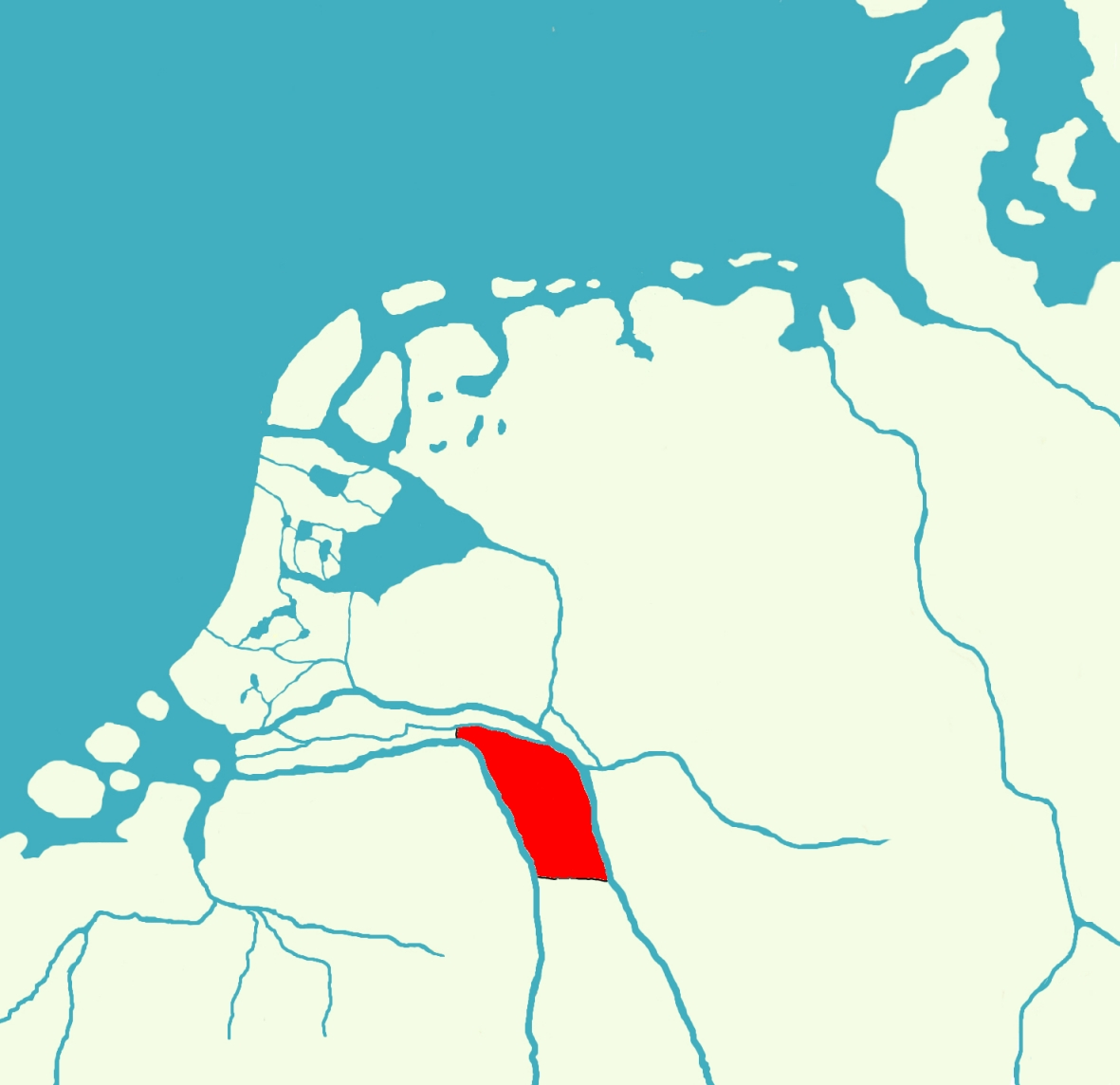
Hettergouw nel basso Reno, abitato dagli Attoarii o Hetware, che uccisero Hygelac secondo il Beowulf (verso 2916).

Hygelac, proto-germanico *Hugilaikaz, norreno Hugleikr (morto circa nel 516) è il nome di un re dei Geati nel poema Beowulf. Era figlio di Hrethel e aveva due fratelli, Herebeald e Hæþcyn, e una sorella senza nome, che fu madre di Beowulf e moglie di Ecgþeow. Hygelac era sposato con Hygd e aveva un figlio, Heardred, e una figlia senza nome che sposò Eofor. Quando Hæþcyn stava combattendo contro gli Svedesi, Hygelac arrivò a Hrefnesholt un giorno troppo tardi per salvare il fratello, ma riuscì a soccorrere i soldati geati sopravvissuti, assaliti dal re svedese Ongenþeow. Gli Svedesi trovarono rifugio in un forte su una collina, ma furono assediati dai Geati e il loro re fu ucciso da Eofor. Dopo la morte del fratello, Hygelac ascese al trono. Hygelac poi compì una scorreria in Frisia e fu ucciso dagli Hetware; gli succedette Heardred, secondo il Beowulf.
La scorreria in Frisia permise a N. F. S. Grundtvig di determinare l'anno di morte di Hygelac (circa 516), perché una scorreria in Francia guidata da un certo re Chlochilaicus è menzionata da Gregorio di Tours. Nel racconto di Gregorio, Chlochilaicus sembra aver invaso il territorio dei Franchi durante il regno di Teodorico I all'inizio del VI secolo, e fu ucciso da un esercito guidato da Teodeberto, il figlio del re. Gregorio inoltre dice che Chlochilaicus era danese; è chiamato re dei Geati nel Liber Monstrorum rex Getarum) e re dei Goti nel Liber historiae Francorum (rege Gotorum).
La morte di Chlochilaicus è appuntata anche nei Chronica Sigeberti Gemblacensis monachi, nell'anno 516, per mano di Teoderico. 
Ci sono due teorie sul come il racconto della scorreria di Chlochilaicus sia rimasto nel Beowulf, e sono in relazione con la datazione assegnata al poema. Esso essere datato all'inizio dell'VIII secolo, ma alcuni hanno suggerito che fu composto nel X secolo; secondo alcuni il racconto è stato trasmesso oralmente prima di essere messo in forma scritta. È stato anche suggerito che il poema prende elementi dal Liber historiae Francorum (727), perché cita gli Attoarii, che nel Beowulf diventano Hetware. Uno studioso, Curt Weibull, ritiene impossibile il fatto che una libera tradizione orale possa aver tramandato un tale dettaglio; Walter Goffart pensa che il Beowulf non possa essere stato scritto con questi dettagli storici prima del 923.